# آفتاب‌پرست خراسانی
آفتاب‌پرست خراسانی (نام علمی: Heliotropium chorassanicum) نام یک گونه از سردهٔ آفتاب‌پرست است. سردهٔ آفتاب‌پرست در ایران ۴۷ گونهٔ علفی یک ساله و چند ساله دارد که در سراسر ایران پراکنده‌اند. آفتاب‌پرست خراسانی یکی از ۴۷ گونهٔ موجود در ایران است.